# Station Älvsjö
Älvsjö is een station van pendeltåg, gelegen in de districten Solberga en Älvsjö in Söderort in de gemeente Stockholm.

## Geschiedenis
In 1860 werd het eerste deel van de westelijke hoofdlijn tussen Stockholm en Södertälje geopend, bij Älvsjö gård kwam op initiatief van de eigenaar, graaf Gustaf Lagerbjelke, een halte. In 1862 was de hele lijn naar Göteborg gereed en op 1 november 1879 kreeg Älvsjö een volwaardig station, volgens de toenmalige spelling Elfsjö genoemd.
Op 28 december 1901 werd de Nynäsbanan geopend die vlak ten zuiden van Elfsjö werd aangesloten op de westelijke hoofdlijn. In 1909 werd de spelling "Elfsjö" veranderd in Älvsjö. In 1916-1917 werd het station uitgebreid met aparte sporen voor lokale en langeafstandstreinen en een loopbrug over het emplacement. In 1932 werd een nieuw stationsgebouw gebouwd en werd de voetgangersbrug vervangen door een voetgangerstunnel. Op 1 januari 1967 nam AB Storstockholms Lokaltrafik de verantwoordelijkheid over voor het lokale reizigersverkeer per spoor binnen de provincie Stockholm, wat grote veranderingen betekende. Tegelijkertijd werd ook het grote jaarbeursterrein naast het stationsgebied gebouwd en het huidige stationsgebouw opgetrokken dat in 1970 gereed kwam. In februari 2011 begon een renovatie van het busplein en het marktplein naast het station. Hierbij werd de voetgangersbrug, die sinds 1970 toegang biedt tot de stationshal, overkapt in dezelfde stijl als het busstation van SL en de nieuwe fietsenstalling. De werkzaamheden zijn in het najaar van 2014 afgerond.

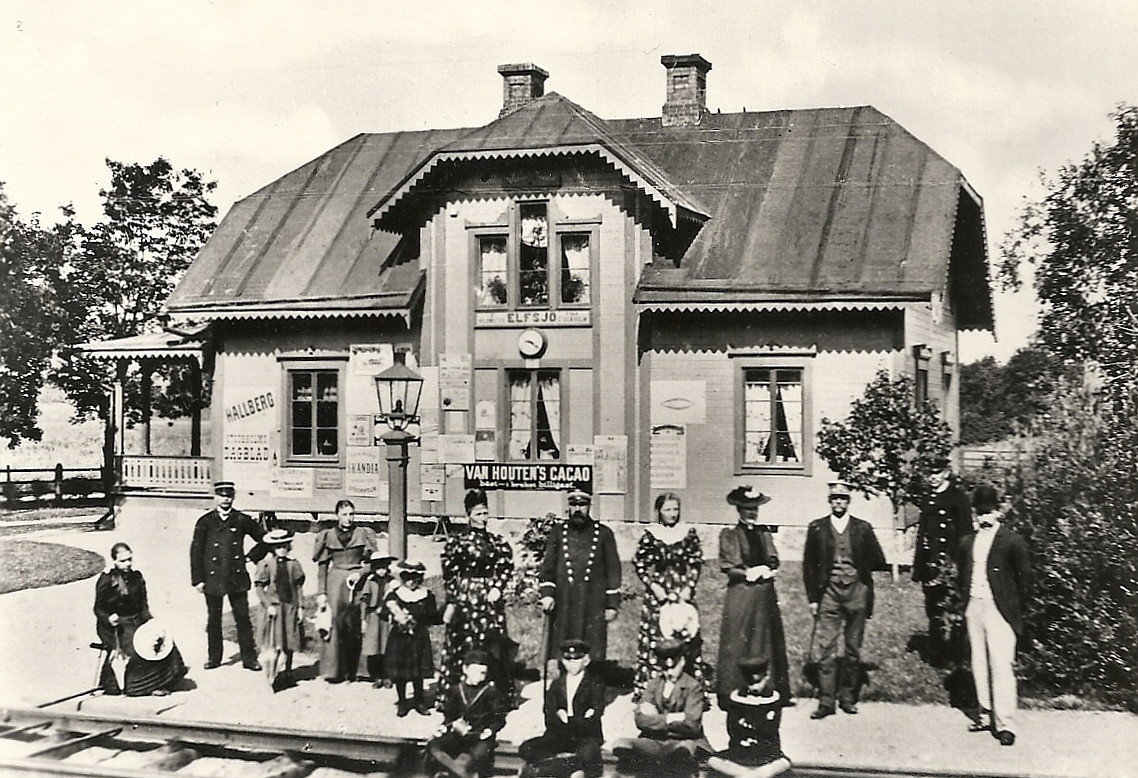
Het station eind 19e eeuw.
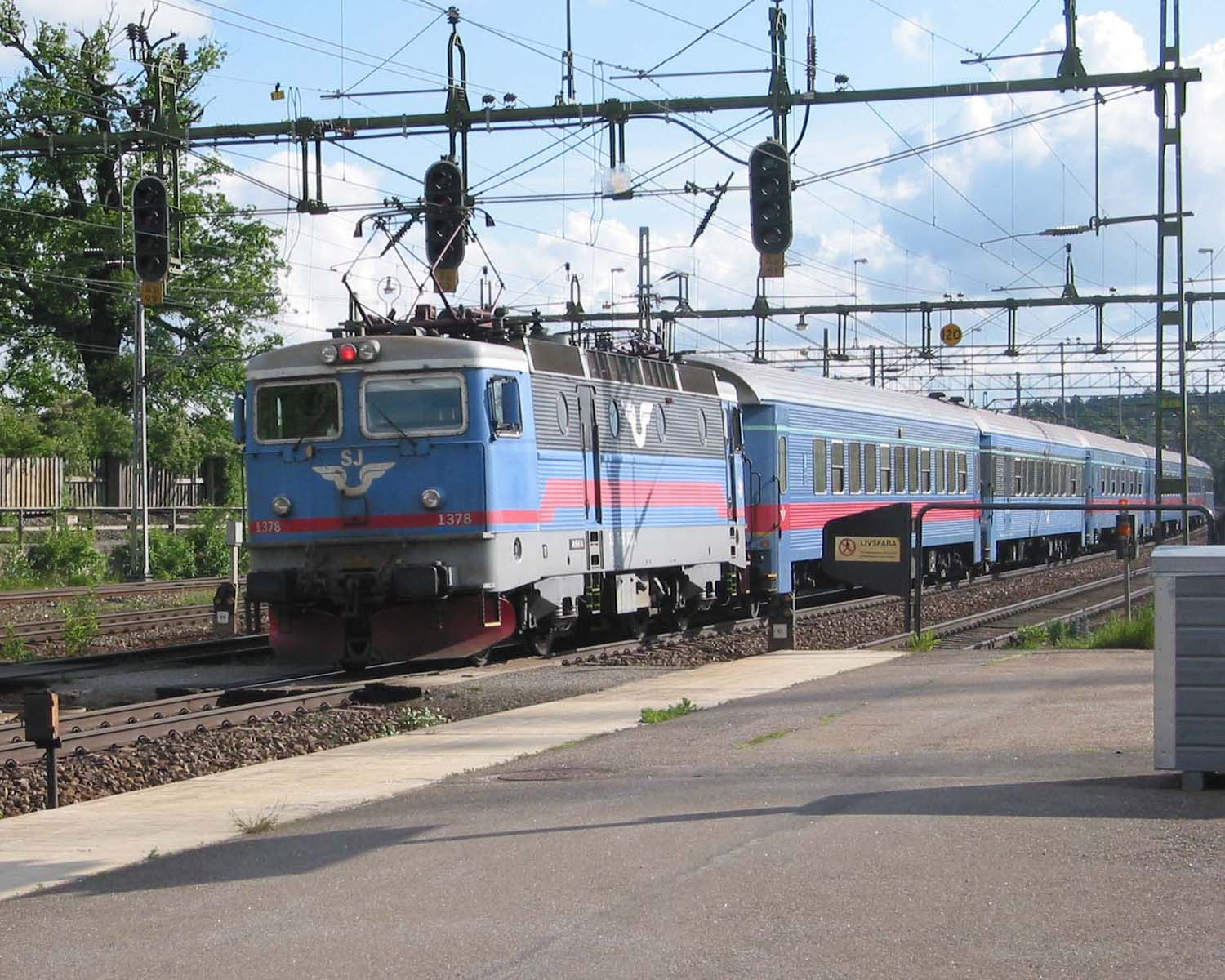
Een langeafstandstrein van SJ passeert het station op 13 juli 2005.
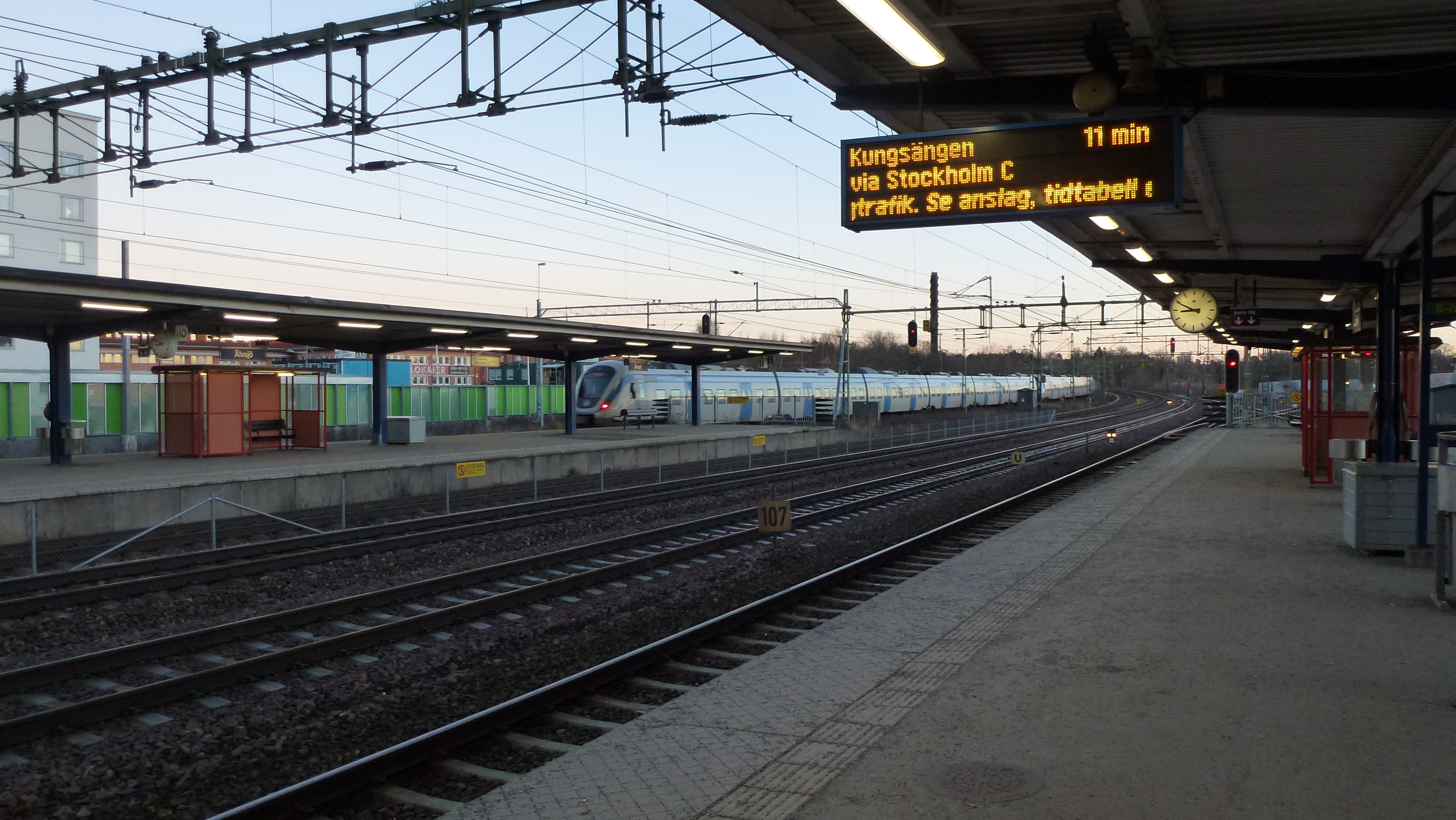
Pendeltåg uit Södertälje verlaat het station richting het centrum.

## Ligging en inrichting
Älvsjö kent twee eilandperrons voor de pendeltåg, een voor de treinen op Nynäsbanan en een voor de westelijke hoofdlijn. Behalve de perronsporen liggen tussen de eilandperrons twee doorgaande sporen, een voor het goederen- en langeafstandsverkeer, en een als toerit naar het depot ten zuiden van de splitsing van beide lijnen. Aan de westkant liggen eveneens twee sporen zonder perrons tussen het eilandperron en de fietsenstalling, een voor het goederen- en langeafstandsverkeer naar het noorden en een opstelspoor. De stationshal ligt boven de sporen tussen de eilandperrons en heeft de ingang aan de Älvsjö-brugweg, de inmiddels overdekte voetgangersbrug uit 1970, tussen het centrum van Älvsjö en het beursterrein. De kaartverkoop heeft een primaire verkoopbalie, alsmede twee secundaire kassa's die openen bij grote evenementen in de jaarbeurs. Een brede rij OV-poortjes scheidt de stationshal van de toegang tot de perrons. In 2015 telde het station op een winterse doordeweekse dag ongeveer 14.300 reizigers.

## Goederenverkeer
Ongeveer 1 km ten noorden van het reizigersstation ligt het goederenemplacement Älvsjö, dat in 1972 in gebruik werd genomen. Daar worden goederen die tussen Stockholm en het zuiden vervoerd worden, geladen en gelost. Het vervoer van/naar de klanten in Stockholm vindt plaats per vrachtwagen. De goederen uit het noorden worden overgeslagen in Tomteboda, het goederenstation aan de noordkant van het centrum. Goederentreinen door het centraal station van Stockholm rijden zo min mogelijk tijdens het spitsuur. Het vrachtverkeer tussen de twee goederenstations heeft vooral 's nachts plaats.

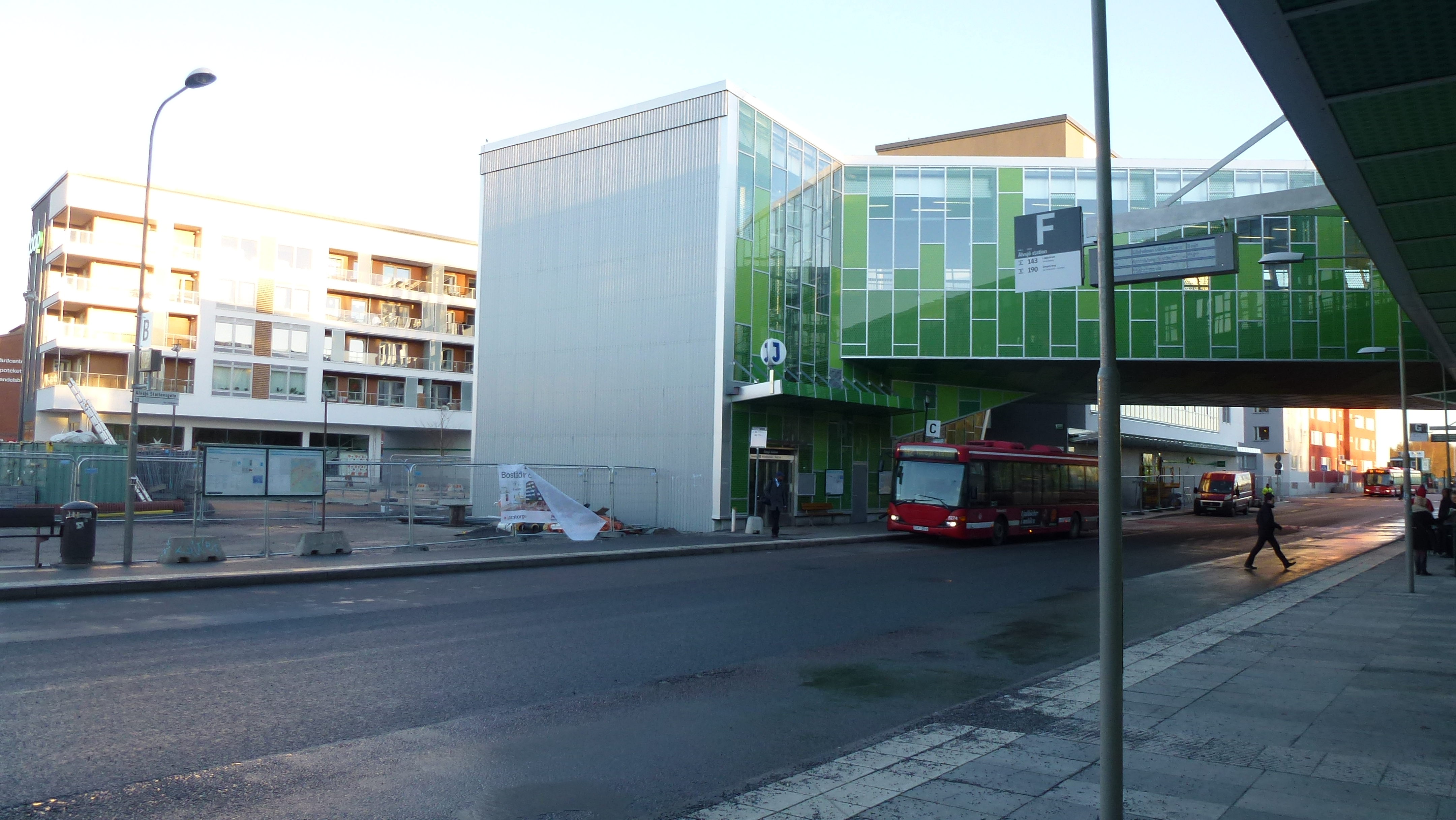
Het busstation aan de westzijde.
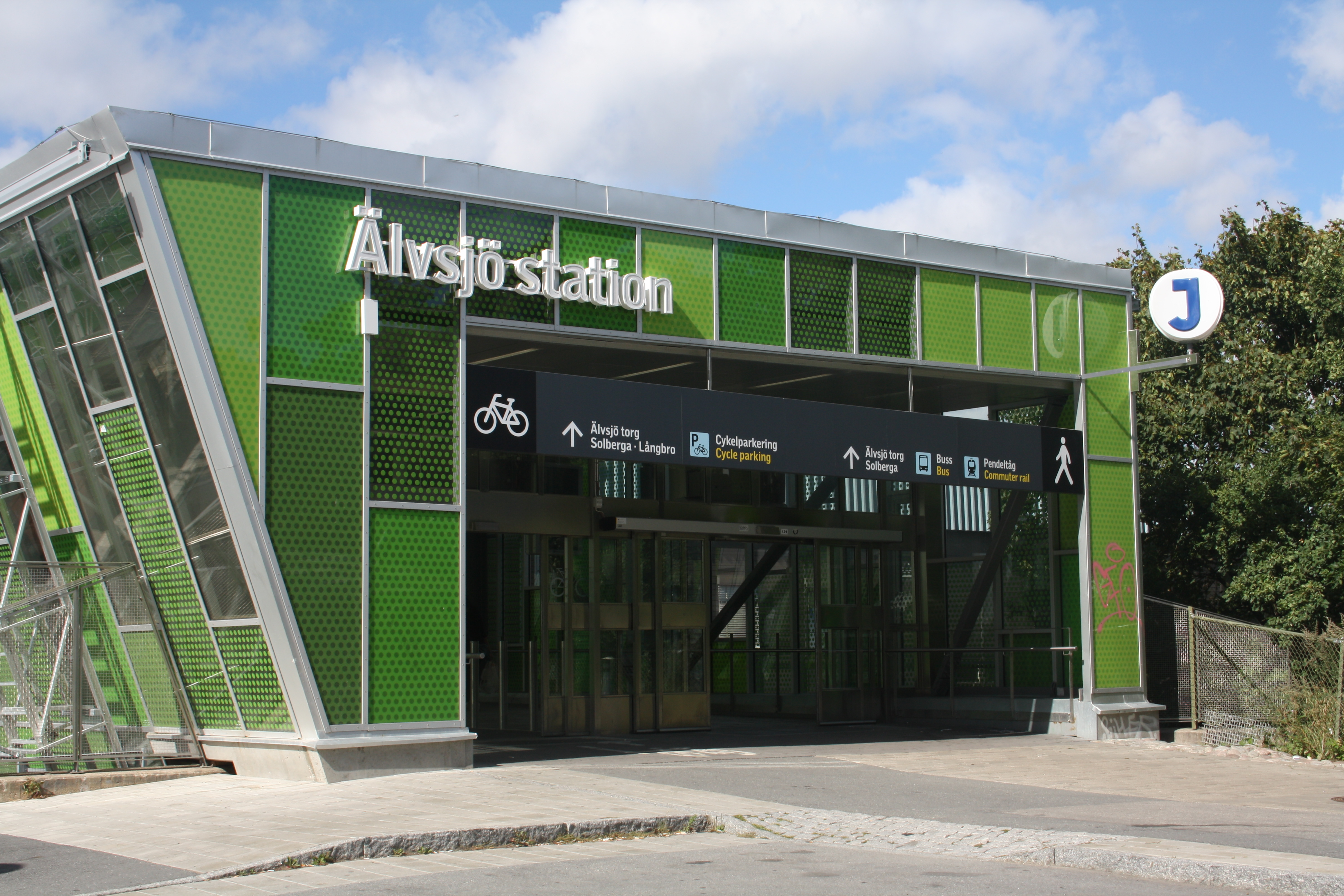
Het station in 2016, jaarbeurszijde.
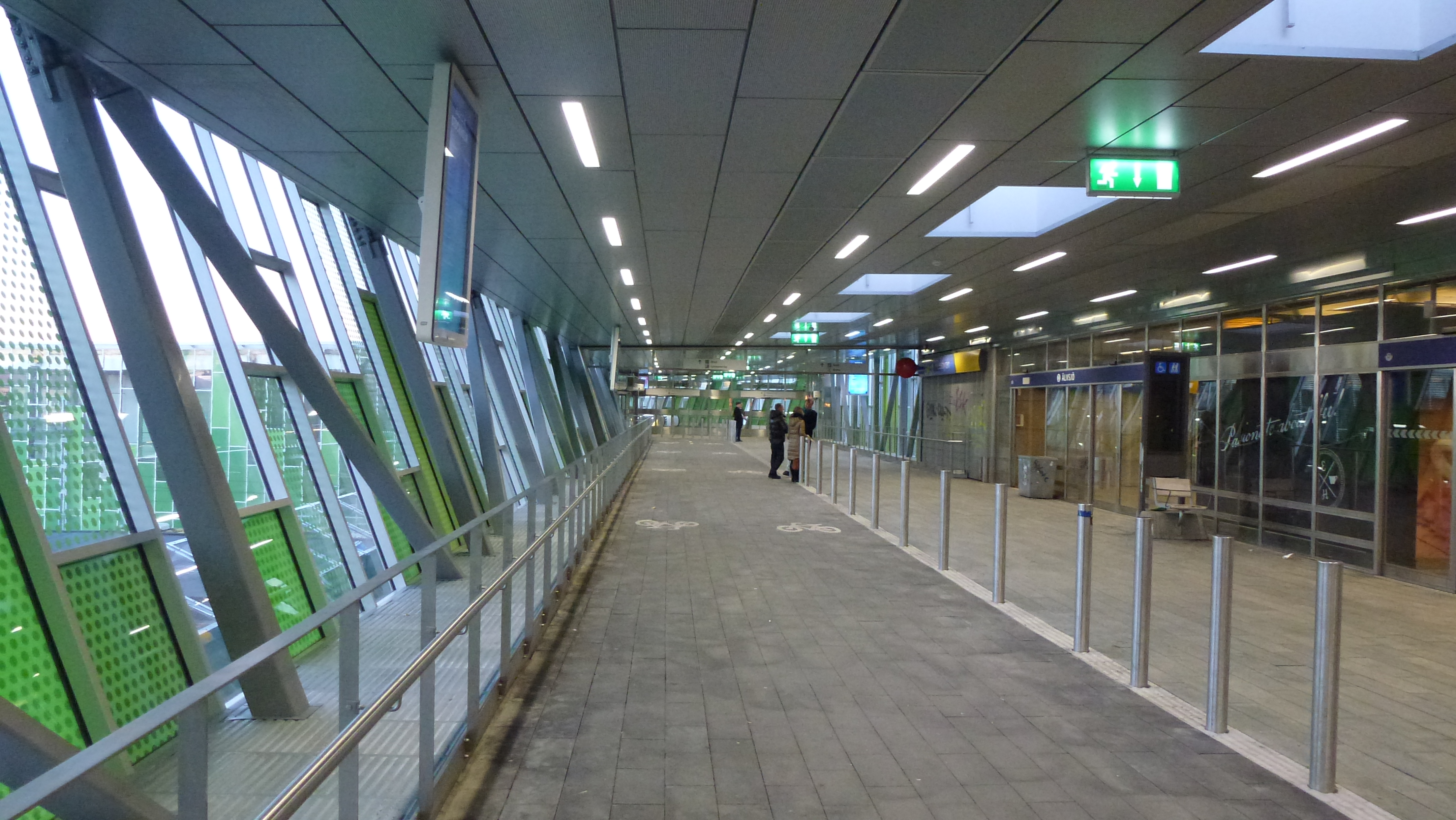
De voetgangersbrug in 2013.